# Раттельсдорф (Тюрингия)
Раттельсдорф (нем. Rattelsdorf) — община в Германии, в земле Тюрингия.
Входит в состав района Заале-Хольцланд. Подчиняется управлению Хюгелланд/Телер. Население составляет 89 человек (на 31 декабря 2010 года). Занимает площадь 3,65 км².
Коммуна подразделяется на 22 сельских округа.